# ゆるやかナビゲーション ゆるナビ
『ゆるやかナビゲーション ゆるナビ』は、2006年4月5日から2007年3月14日まで、毎週水曜日の23:00 - 23:29（JST）にNHK総合テレビジョンで放送された「ゆるっと生きる」ための情報番組である。

## 概要
同番組は2005年年末に番組たまごの一つとして単発番組で放送されたものが好評だったことを受けて、2006年から定時番組としてスタートしたものである。女性タレントらが毎月交代でコラムニストとして登場し、プライベートの過ごし方やはまっている趣味を披露する他、「ゆるさ」（緩さ）を主題とした様々な短編のコーナーを組み合わせたテレビマガジンのスタイルを取り入れる。

## 放送日
- 総合テレビ：水曜 23:00 - 23:29、金曜 25:40 - 26:09（再放送、土曜未明）
- 衛星第2テレビ：翌週水曜 8:30 - 8:59

## コラムニスト
2006年6月はサッカー・2006 FIFAワールドカップ関連番組、7 - 8月も特別番組の編成から放送機会が少なかった。
- 2005年12月の単発番組：牧瀬里穂（女優）
- 2006年4月（レギュラー化）：渡辺満里奈（女優・タレント）
- 2006年5月：川原亜矢子（女優・モデル）
- 2006年6月：一色紗英（女優）
- 2006年7月：田辺あゆみ（モデル。沖縄県でのロケーション編）
- 2006年8月：中嶋朋子（女優）
- 2006年9月：井川遥（女優）
- 2006年10月：ともさかりえ（女優。前半2回は長野県でのロケーション編）
- 2006年11月：渡辺満里奈（2回目。東北地方でのロケーション編）
津波ニュースのため1回休止となったため、12月6日まで放送された。
- 2006年12月：佐藤江梨子（女優）
12月13日（東京でのロケーション編）・20日・1月10日に放送された。
- 2007年1月：辺見えみり（女優・タレント）
1月17日（淡路島でのロケーション編）・24日・31日（京都でのロケーション編）に放送された。
- 2007年2月：桃生亜希子（女優。前半2回は軽井沢でのロケーション編 後半2回は東京と千葉でのロケーション編）
- 2007年3月：市川実和子(女優。3月7日・14日分は宮古島、伊良部島でのロケーション編)

## ナレーション
- 村上淳（2005年12月27日、2006年4月5日 - 26日、6月7日 - 7月26日、2007年2月21日 - 3月14日）
- 忍成修吾（2006年5月10日 - 5月31日、8月2日 - 10月11日、11月1日 - 2007年2月14日）
- 松田洋治（2006年10月18日 - 10月25日）
- 斉藤真梨奈（「恋する算数」）
- 野際陽子（「しばわんこの和のこころ」）

## 番組内に挿入される短編コーナー
基本的にしばわんこの和のこころ以外は、一回について4 - 5コーナーのランダムで放送される。
- 私の愛したふとっちょさん（ある「丸いもの」を愛する女性が登場し、その熱い思いを独白する）
- ドリンク世界一周（世界各地で愛飲されている飲み物のレシピとエピソードを紹介）
- ○○のない暮らし（普段の生活に必要でありながら、それを使わずこだわりの生活をこなす女性のライフスタイルを見る）
- 年季物でいこう!（長い間大切に使われてきた様々な愛用品と、その持ち主のストーリーを紹介）
- 恋する算数（数字にまつわるエピソードを中村靖日が寸劇形式で紹介する）
- しばわんこの和のこころ（ミニアニメーション。日本の和風文化を犬の視点を通して紹介する）
- いつもの一日（自分らしい生き方を長年大切にしてきた女性たちの、一日の過ごし方を見つめる）
- ゆる辞典（短編コーナーの中でも一番短いコーナー。ゆるっとした話題を紹介する）
- さようならの風景（すでにこの世を去った著名女性が大切にしていた風景を訪ね、彼女が探し求めた人生と心の軌跡を辿る）
- とっておきの散歩道（個性的な感性を持つ女性クリエイターが、散歩を楽しみながら様々なことを感じ、発見してゆく）
- 彼のいるキッチン（イケメン俳優が心をこめて料理を作るコーナー）
- タク先生のからだメンテナンス（骨盤体操の考案者・寺門琢巳が、疲れた身体を癒す簡単な体操を披露する。共演はFLIP-FLAP。）
- ハワイアン・リラックス・フラ